# Gran Kúrultai

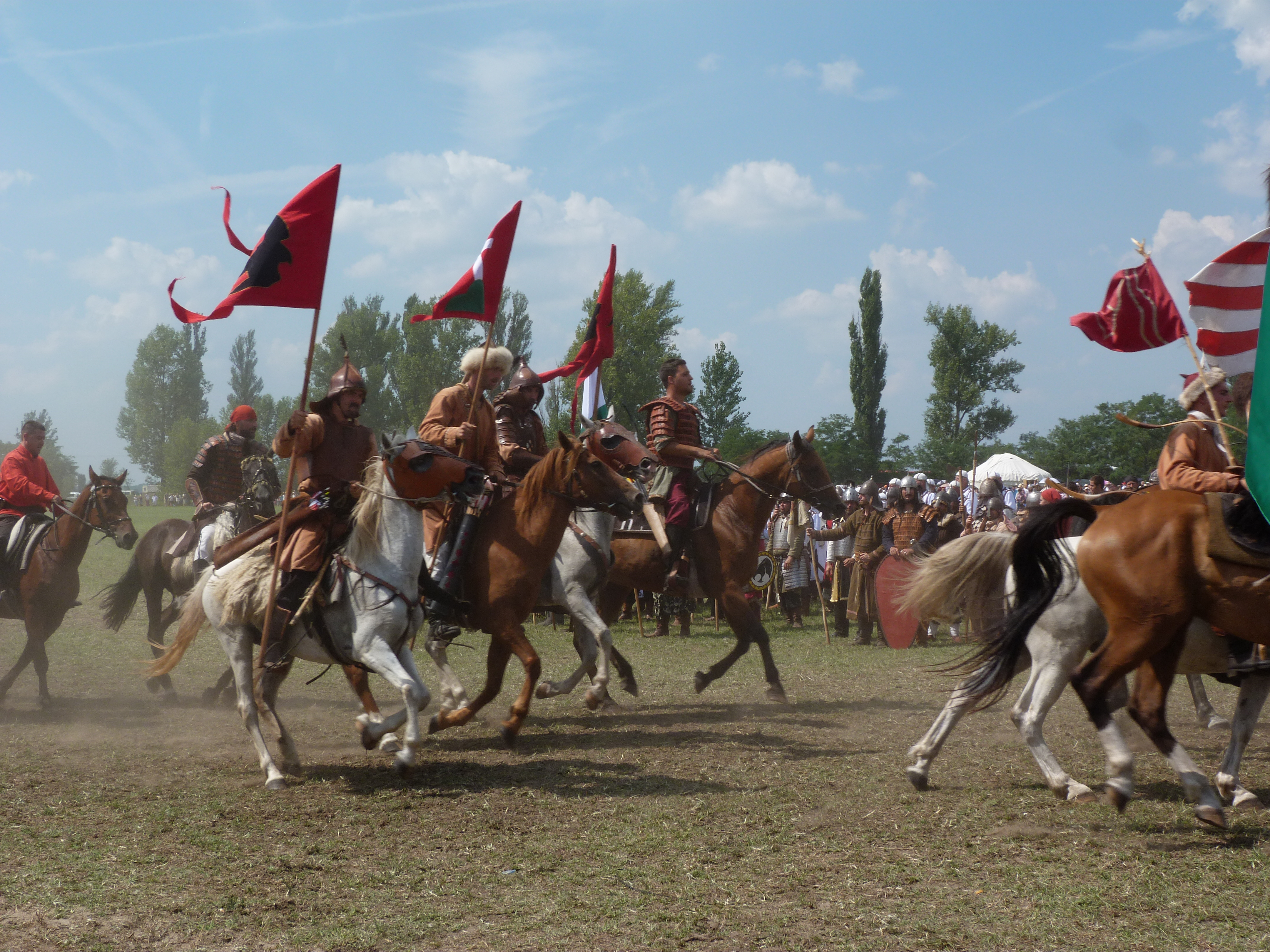
Kurultáj - Desfile de naciones

El Gran Kúrultai o simplemente Kurultáj es un acontecimiento tradicional de pueblos de orígenes nómadas asiáticos Centrales, el cual tiene lugar en la primera semana de agosto en Bugac, Hungría. Entre los objetivos de este acontecimiento, se propone fortalecer la unidad de las culturas esteparias, nómadas y ecuestres de la estepa euroasiática, así como cultivar las tradiciones comunes entre los húngaros y sus parientes culturales orientales de los pueblos Túrquicos y Altaicos. El primer Kurultaj tuvo su sede en la región de Torgai en Kazajistán en 2007. El primer Kurultaj celebrado en Hungría se realizó en 2008. Estos acontecimientos contribuyeron mucho al resurgencia de la autoidentificación Altaica.
El Kurultaj es un evento de gran concurrencia para jinetes profesionales y aficionados a la equitación. En cada Kurultaj se realizan desfiles de jinetes, carreras de caballos, luchas tradicionales de jinetes, entre otros torneos. De las naciones europeas, solamente Hungría ha conservado la tradición del kokpar, un deporte de equipo estratégico para los corredores, del que también se realizan competencias. 

## Pueblos participantes
- -  Adigués
  -  Azerí
  -  Avar
  -  Bashkirio
  -  Búlgaro
  -  Balkario
  -  Buriato
  -  Checheno
  -  Chuvasio (Chuvasia)
  -  Tártaro de Crimea
  -  Turcochipriota
  -  Csángó (Húngaros de Rumania)
  -  Daguestaníes
  -  Estonio
  -  Evenki
  -  Finés
  -  Gagaúzo
  -  Hazara
  -  Húngaro (anfitrión)
  -  Japonés
  -  Kabardino
  -  Kalmuko
  -  Karachái
  -  Karakalpako
  -  Carelio
  -  Kazajo
  -  Janty[3]
  -  Mansi[4]
  -  Kirguís
  -  Kumuko
  -  Komi
  -  Madjar (Kazajistán)
  -  Manchú
  -  Mongol
  -  Mari
  -  Nenets
  -  Nogayos
  -  Sajá o Yacuto
  -  Sami
  -  Coreano
  -  Sículo (Húngaros de Rumania)
  -  Tártaro (Tartaristán)
  -  Turco
  -  Tuvano
  -  Turcomano
  -  Uigur
  -  Uzbeko

## Nombre
El vocablo kurultaj y sus variaciones en las lenguas túrquicas, se traducen como "reunión de tribus". Estos eventos son realizados por parte de naciones tribales, y prácticamente en todas las culturas nómadas. En fuentes escritas tanto bizantinas como árabes, se hallan relatos en los cuales tribus nómadas húngaras celebran también este tipo de reuniones. En las mismas se adoptan decisiones importantes, en especial los líderes de las tribus, reuniéndose a menudo para tomar decisiones estratégicas militares, así como también inclusive de otra naturaleza.

## Eventos
El Kurultaj de 2013 se desarrolló entre los días 9 y 11 de agosto.
A su vez en 2014, tuvo lugar en Bugac, en la región de la Gran Llanura Meridional, al Sur de Hungría.
En el año 2015, el Kurultai fue organizado por la Fundación Turanista de Hungría, con contribuciones de la Agencia de Cooperación y Coordinación de Turquía (TİKA) y nombraron al evento como "Día de los Ancestros" a ser celebrado anualmente. Representantes de los gobiernos de Hungría y Turquía también participaron de las festividades.

## Galería

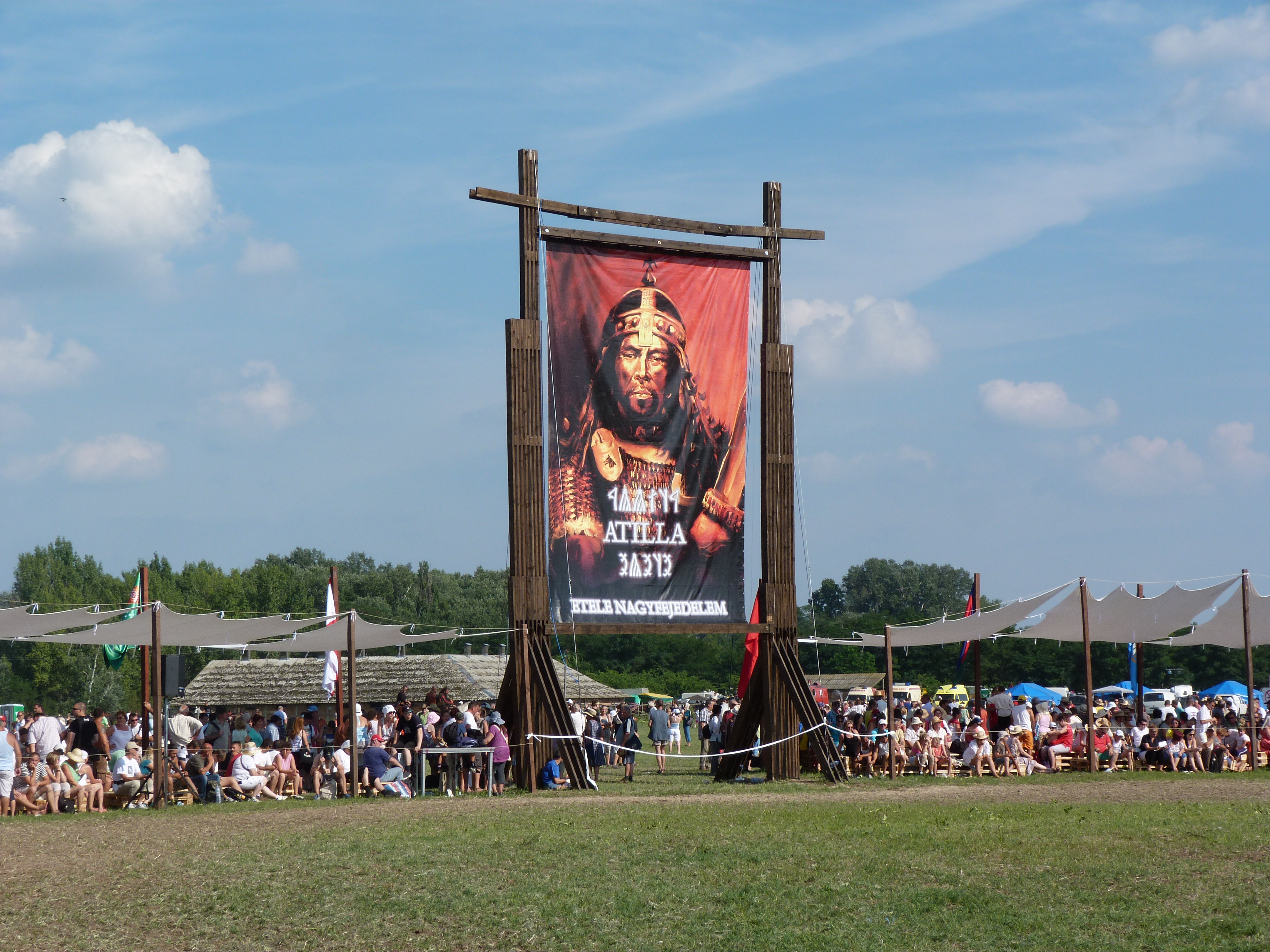
Gigantografía de Atila Rey de los Hunos.
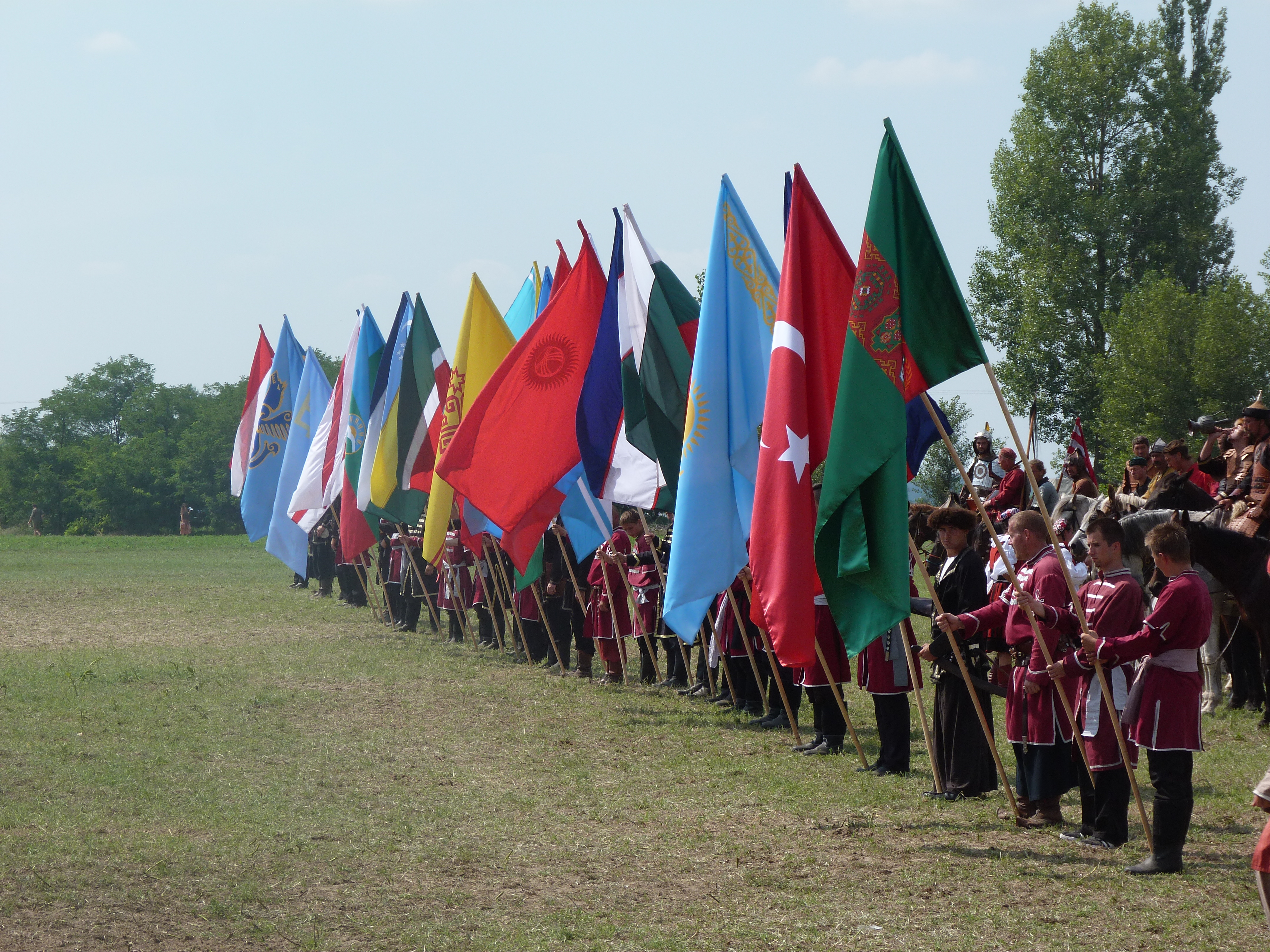
Banderas de las naciones turánicas.
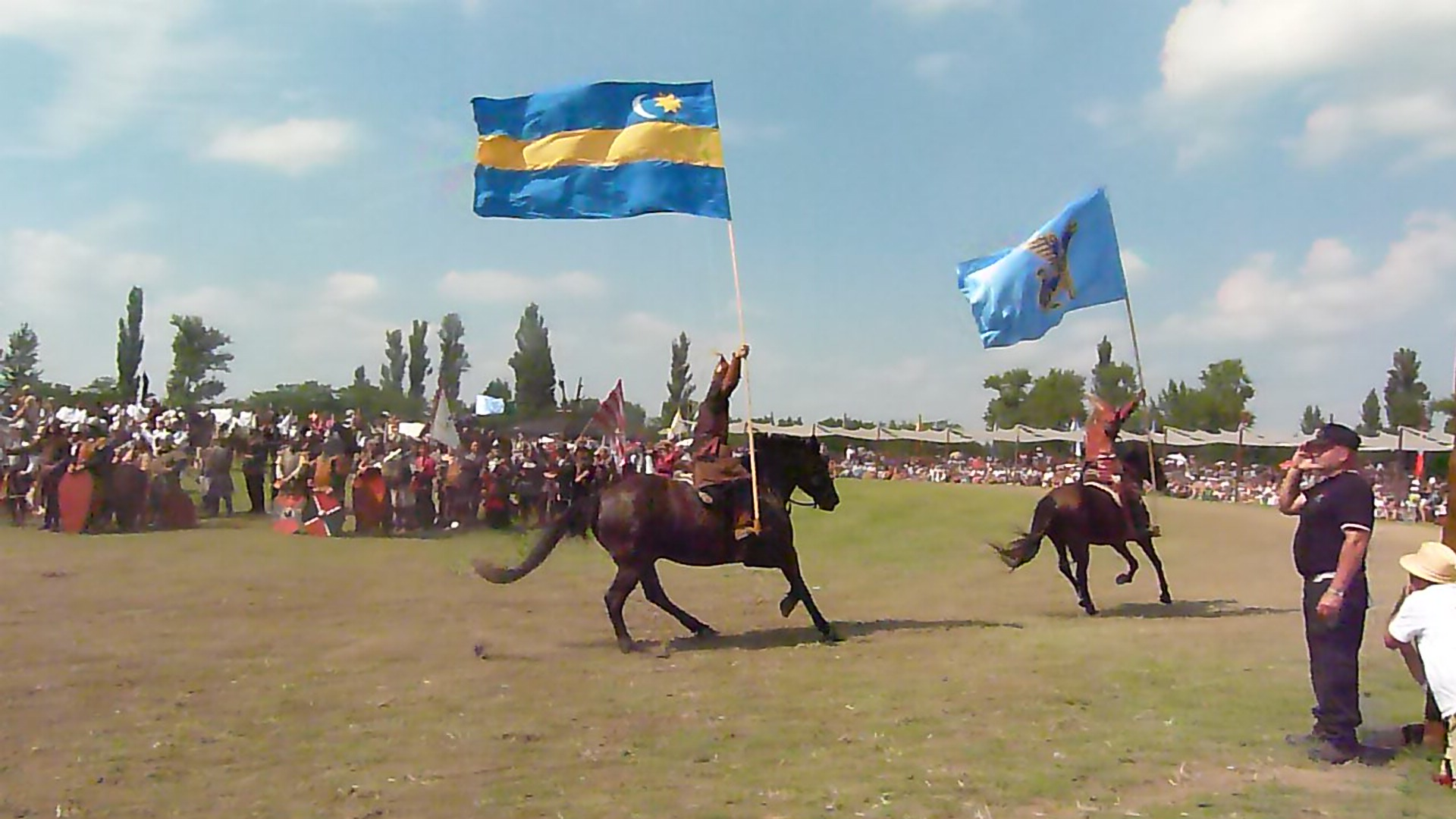
Bandera del Székelyföld o País Sículo.
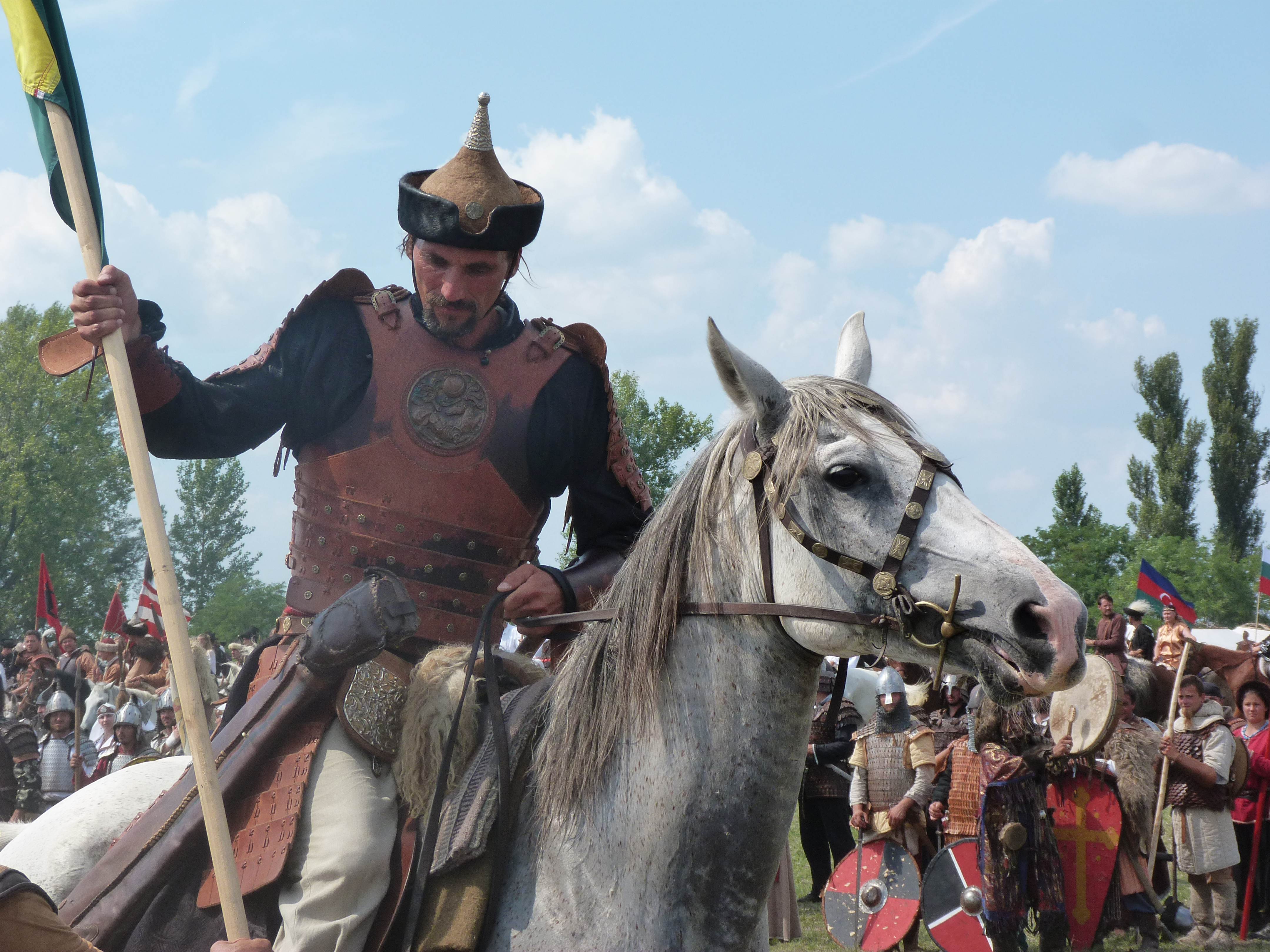
Jinete húngaro durante el Kurultáj.
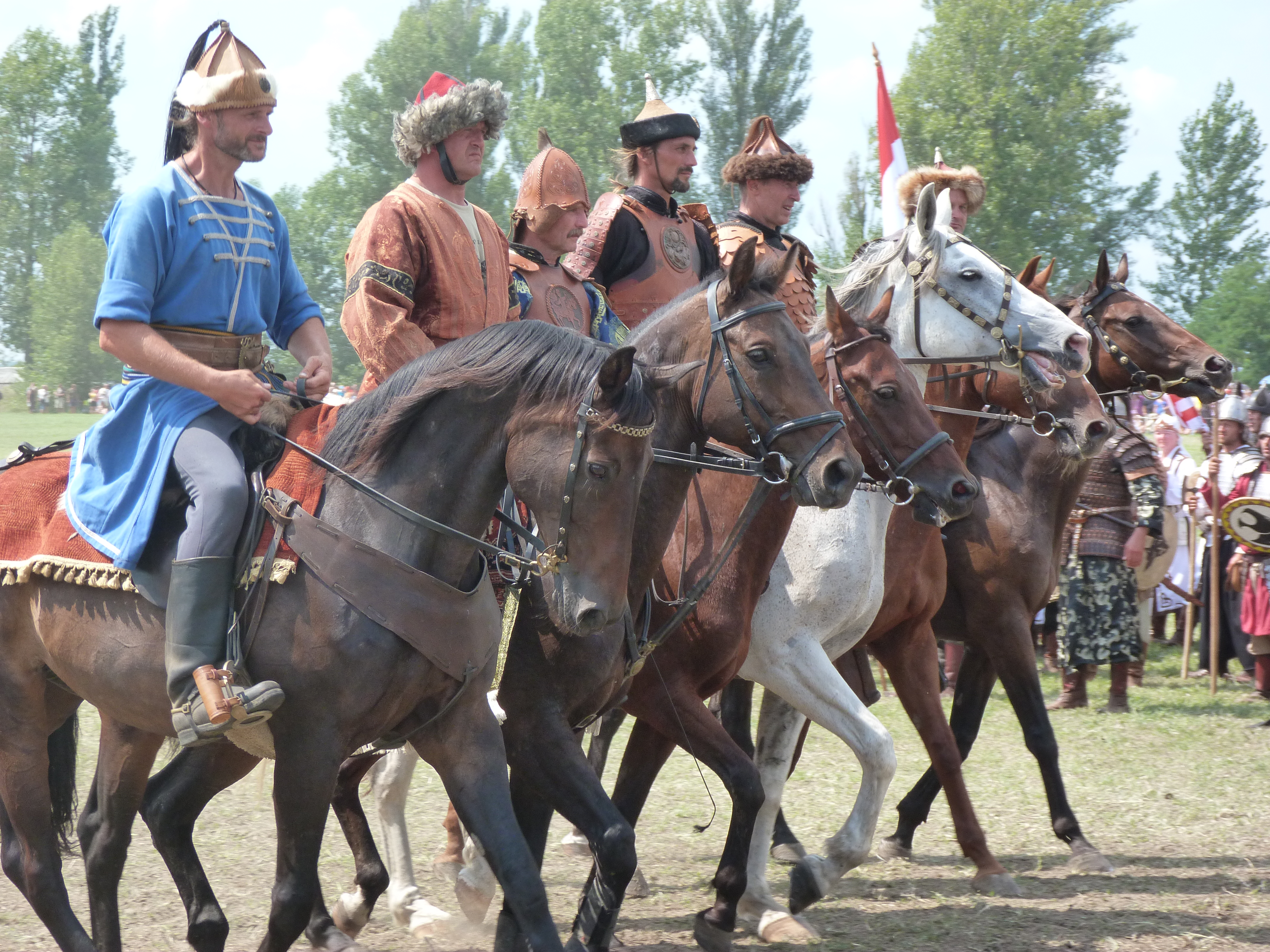
Jinetes húngaros en el Kurultáj.
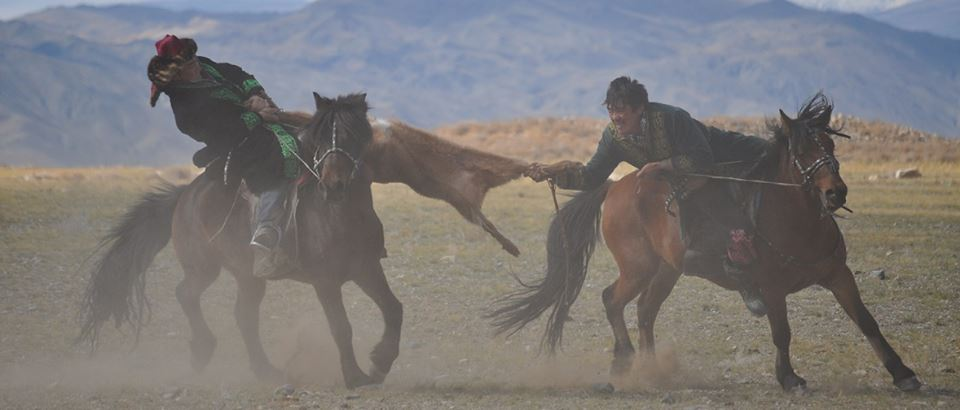
Imagen del kokpar o buzkashi, juego tradicional kazajo, peleando por un cadáver de cabra en el Festival Altaico del Águila, en Sagsai, provincia de Bayan-Ölgii, Mongolia .
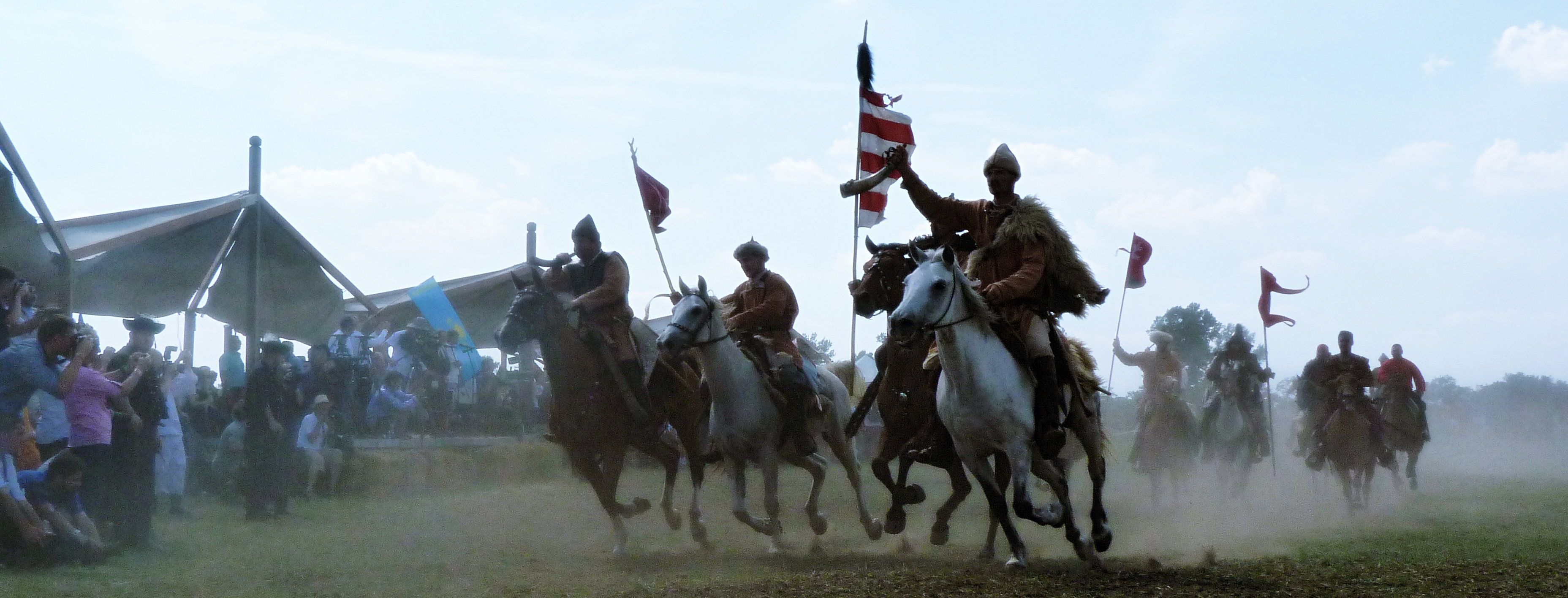
Caballeros húngaros en el Gran Kurultáj de 2014, pertenecientes a la Asamblea Tribal Huno-Turca, en Bugac .